# Ришарда Ганін

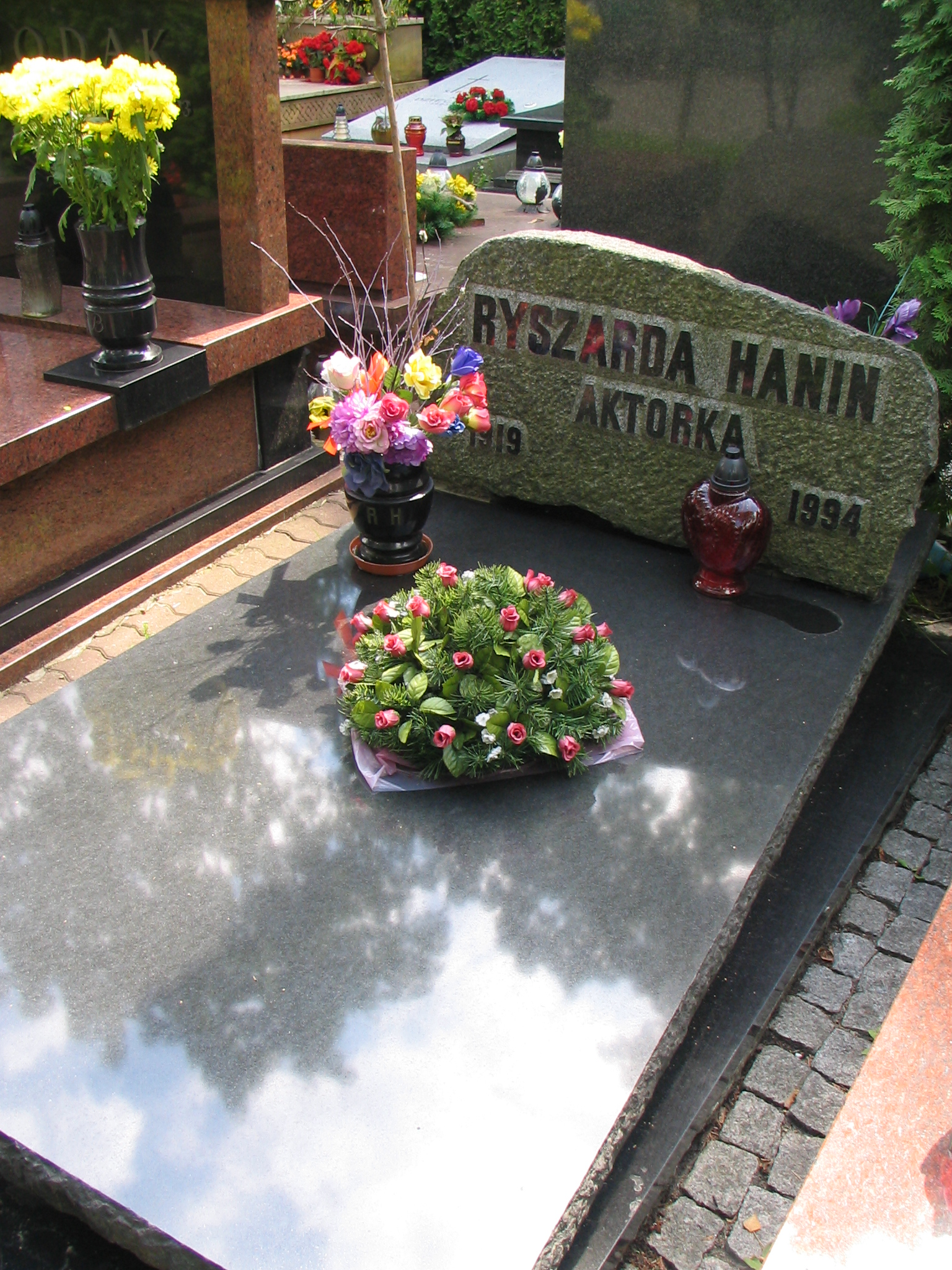
Могила Ришарди Ганін на військовому кладовищі Повонзки у Варшаві, 22 липня 2008 року

Ришарда Ганін (пол. Ryszarda Hanin), справжнє ім'я  Шарлота Ган (пол. Szarlota Hahn) (народилася 30 серпня 1919 у Львові, померла 1 січня 1994 в Отвоцьку ) — польська актриса, режисер і педагог, професор мистецтва .

## Біографія
Народилася у Львові  в заможній та полонізованій єврейській родині . Її батько Юзеф був промисловцем і залізничним службовцем , а мати була домогосподаркою . У неї був брат Леонард, старший за неї на десять років, який став психіатром . Ганін сама хотіла стати медсестрою . Відвідувала приватну жіночу середню школу імені Адама Міцкевича . Крім того, вона ходила на уроки танців, мала інструктора з катання на ковзанах , вона також вчилася співати і грала в аматорських виставах . Після закінчення середньої школи в 1937 році вона поїхала до Парижа, де протягом двох років вивчала французьку літературу в Сорбонні і одночасно відвідувала студію Чарльза Дулліна в Théâtre de l'Atelier .
У серпні 1939 року приїхала на відпочинок до Львова, де її застав початок Другої світової війни . Працювала в Будинку сиріт, а потім була статисткою в Краковіцах і Горцях у Польському драматичному театрі. Після вступу німців до Львова разом із чоловіком, поетом Леоном Пастернаком (шлюб 5 березня 1940 року) евакуювалася в глиб СРСР, де стала диктором Польського радіо ZPP у Саратові та Куйбишеві, а потім співзасновниця й актриса театру 1-ї дивізії імені Тадеуша Костюшка, з якою вона повернулася на батьківщину. У цьому театрі в 1944 року вона дебютувала в ролі Аніели в «Дівочих обітницях» Олександра Фредро. Того ж року вона дізналася, що її брат був розстріляний разом із усім персоналом лікарні на Кульпаркові у Львові .
Потім виступала в Театрі Війська Польського в Лодзі, де в березні 1945 року склала заочний іспит з акторської майстерності. У 1949 році переїхала до Варшави, де грала в Польському театрі (1949–1954 і 1957–1963) і в Театр драматичний Дому Війська Польського (1954–1957 і з 1963 до своєї смерті). Вона також виступала гостю в інших театрах. З Телетеатром співпрацювала з моменту його заснування. З 1951 року до своєї смерті в 1994 році вона була викладачем Театральної академії у Варшаві, а в 1966–1969 роках — заступником декана факультету акторської майстерності цього університету. У 1966 році екстерном склала іспит на режисера. У 1956 році розлучилася з чоловіком, потім 16 років перебувала у стосунках з актором Яном Матіяшкевичем .
Була членом Почесної комісії з відзначення 70 річниці відновлення Польщею своєї незалежності 11 листопада 1988 року під головуванням першого секретаря ЦК Польської об’єднаної робітничої партії генерала армії Войцеха Ярузельського.
Останні роки вона важко хворіла, але попри все до останніх хвилин виступала в театрі. 31 грудня 1993 року вона на день залишила санаторій у Свідері (дільниця Отвоцк) і приїхала до Варшави, щоб зустріти Новий рік із друзями. Раптово померла ввечері 1 січня 1994 року після повернення в санаторій . Похована на військовому кладовищі Повонзки (ділянка A3 tuje-1-17) .

## Фільмографія
- 1965: Podziemny front як Elza, працівниця Гестапо (ч.2)
- 1966: Don Gabriel як Helena
- 1969: Zbrodniarz, który ukradł zbrodnię як мати Ewy Salm
- 1970: Przystań як Bosakowa
- 1970: Romantyczni як ciotka rezydentka
- 1971: Antek як мати Antka
- 1971: Brylanty pani Zuzy як бабка Joanny
- 1972: Opowieść як пані Kawecka
- 1973: Ciemna rzeka як мати Zenka
- 1973: Drzwi w murze як мати Krystyny
- 1974: Najważniejszy dzień życia як Melania Kicała
- 1974: Zapamiętaj imię swoje як Halina Truszczyńska, названа мати Eugeniusza
- 1975: Niespotykanie spokojny człowiek як Aniela Włodkowa
- 1975: Noce i dnie як Żarnecka, кухарка у Serbinowie
- 1976: Polskie drogi як Ewelina Heimann, мати Johana
- 1976: Przepłyniesz rzekę як мати
- 1976: Zofia як Zofia
- 1977: Noce i dnie як Żarnecka, кухарка Niechciców
- 1977: Żołnierze wolności як розстріляна комунистка (ч.2)
- 1978: Płomienie як мати
- 1979: Gwiazdy poranne як Aleksandra Walendowska
- 1980: Panienki як хвора
- 1981: Biłek як Karolina, сестра Ignacego
- 1981: Errata, czyli sceny pokutne w nowych osiedlach як мати Michała
- 1981: Ryś як Hela, господарка ксьондза
- 1982: Coś się kończy як вчителька Stanisława
- 1982: Śpiewy po rosie як Januszkowa
- 1983: Seksmisja як доктор Jadwiga Yanda, дочка Maksa
- 1983: Wedle wyroków twoich... як сестра Teresa, przełożona klasztoru
- 1984: 07 zgłoś się як gospodyni proboszcza w Ostrołęce (odc. 15)
- 1984: Kobieta z prowincji як мати Andzi
- 1984: Umarłem, aby żyć як служниця хворого на тиф професора
- 1985: Rośliny trujące як Siarowa
- 1985: Zdaniem obrony як опекунка палацу
- 1986: Inna wyspa як Karolka, утриманка закладу
- 1987: Rzeka kłamstwa як Cyriakowa, мати Maryny
- 1988: Bliskie spotkania z wesołym diabłem як туристка
- 1988: Przyjaciele wesołego diabła як туристка (ч.1 та 2)
- 1989: Deja vu як Wanda Pollack, мати Johnny
- 1989: Janka як Weronika, тітка Janki
- 1991: Jeszcze tylko ten las як Kulgawcowa
- 1992: Naprawdę krótki film o miłości, zabijaniu i jeszcze jednym przykazaniu як мати Wojtka (голос)
- 1993: Żywot człowieka rozbrojonego як вдова Zubrzyńska

## Ордени та нагороди
- Орден Трудового Прапора 2-го ступеня (1974)
- Офіцерський хрест ордена Відродження Польщі (11.07.1955) [13]
- Золотий Хрест Заслуги (22 липня 1953) [14]
- Медаль 10-річчя ПНР (19.01.1955) [15]
- Медаль «За участь у битві за Берлін» (1968)
- Золота медаль «За заслуги перед обороною країни» (1973)
- Бронзова медаль «За заслуги перед обороною Батьківщини» (1966) [16]
- Знак 1000-річчя Польської Держави (1967)
- Нагрудний знак почесного звання «За заслуги перед національною культурою» (1989)
- Нагрудний знак «Заслужений діяч культури» (1978)
- Знак почесного звання «Заслужений учитель Польської Народної Республіки» (1969)
- Орден Усмішки

## Нагороди
- Нагорода міністра освіти за роль Аріель у «Бурі» на 2-му фестивалі п’єс Шекспіра (1947)
- 2-а премія на Фестивалі російського і радянського мистецтва у Варшаві (1950)
- 3-я премія на Фестивалі сучасної польської п’єси за роль Анни Данієляк у «Була іскра» та Хані Токарек у «Доброму чоловікові» у Польському театрі у Варшаві (1951)
- 2-га премія на Фестивалі сучасного польського мистецтва (1952)
- Премія комітету радіо і телебачення (1966)
- 1-ша премія Щецинського тижня культури (1968)
- Золотий екран за телевізійну роль у сезоні 1969/70 (1970)
- Нагорода Комітету з радіо і телебачення за найвидатнішу виставу року в театрі - Сюрприз Ростворовського (1970)
- Премія Комітету з радіо і телебачення за видатну акторську гру в телетеатрі (1972)
- Золота камера від журналу «Фільм» у номінації «Кращий актор або акторський дебют» — нагорода за роль у фільмі «Двері в стіні» (1974)
- Золотий виноград на 6-му Любуському кіноліті в Лагуві за жіночу роль у фільмі «Двері в стіні» (1974)
- Срібна мушля на Міжнародному кінофестивалі в Сан-Себастьяні за роль у фільмі «Двері в стіні» (1974)
- Kufel Warmiński - нагорода плебісциту "Панорама півночі" (1975)
- Відзнака Міністра культури і мистецтва І ступеня в галузі театру (1975)
- Премія Голови Комітету радіо і телебачення за роль у фільмі «Велика Гра» (1975)
- Золотий виноград на 9-му Любуському кіноліті в Лаґуві за роль у фільмі «Зофія» (1977)
- Нагорода міністра національної оборони 1-го ступеня в галузі театру і кіно (1978)
- Нагорода Міністра культури і мистецтва І ступеня за творчу діяльність як актор Театру телебачення (1981)
- Нагорода столиці Варшави за 1982 рік (1983)
- Театральна премія Президента Варшави за акторську роботу в монодрамі Роза є троянда, це троянда... (1984)
- Золоті леви Гданська на 16-му польському кінофестивалі в Гдині за найкращу жіночу роль (Kulgawcowa) у фільмі «Тільки цей ліс» (1991)
- Нагорода керівника кіномистецтва за акторську роботу в області повнометражного кіно - роль Kulgawcowa у фільмі «Тільки цей ліс» (1991)